# Pavel Chudík
Pavel Chudík (ur. 19 maja 1974 w Bańskiej Bystrzycy) – słowacki siatkarz, grający na pozycji rozgrywającego w czeskim klubie VK Ferram Opava.

## Kluby
- Matador Púchov (1993–1998) Słowacja
- Aon hotVolleys Wien (1998–2001) Austria
- KS Nysa (2001–2002)
- KS Ivett Jastrzębie Borynia (2002–2005)
- Gwardia Wrocław (2005–2006)
- AZS Politechnika Warszawska (2006–2008)
- VK Ferram Opava (od 2008) Czechy

## Sukcesy
- Trzykrotny mistrz Austrii (1998/1999, 1999/2000, 2000/2001)
- Trzykrotny zdobywca Pucharu Austrii (1998/1999, 1999/2000, 2000/2001)
- Uczestnik Champions League Final Four (1999/2000)
- Dwukrotny zdobywca Interligi (1998/1999, 1999/2000)
- Brązowy medalista mistrzostw Polski KS Ivett Jastrzębie Borynia (2003/2003)
- Mistrz Polski KS Ivett Jastrzębie Borynia (2003/2004)